# Jonjoe Kenny
Jonjoe Kenny, né le 15 mars 1997 à Liverpool (Angleterre), est un footballeur anglais qui évolue au poste d'arrière droit.

## Biographie

### En club
Jonjoe Kenny est formé à Everton.
Le 21 juillet 2015, Kenny est prêté pour deux mois au Wigan Athletic FC.
Le 15 mai 2016, Kenny joue son premier match pour Everton, à l'occasion d'une rencontre de Premier League contre Norwich City. Il entre en jeu à la place de Matthew Pennington, et son équipe s'impose par trois buts à zéro.  
Le 10 juin 2019, Kenny est prêté pour une saison au FC Schalke 04. Il inscrit deux buts en trente-quatre matchs toutes compétitions confondues avant de retrouver Everton à l'été 2020.
Peu utilisé dans son club formateur au cours de la première partie de saison 2020-2021 (huit matchs), Kenny est prêté pour six mois au Celtic FC le 1er février 2021.
Lors de l'été 2022, Jonjoe Kenny rejoint librement le Hertha Berlin, n'étant pas prolongé avec Everton. Le transfert est annoncé dès le 14 juin 2022 et il signe un contrat courant jusqu'en juin 2025 avec le club de la capitale allemande.

### En sélection
International anglais des moins de 17 ans, il participe au championnat d'Europe des moins de 17 ans 2014, que l'équipe d'Angleterre remporte.
Il fait partie des vingt joueurs sélectionnés en équipe d'Angleterre espoirs pour disputer le Festival international espoirs 2018.
Le 27 mai 2019, il fait partie des vingt-trois joueurs sélectionnés pour participer à l'Euro espoirs 2019 avec l'équipe d'Angleterre.

## Statistiques
| Saison                | Club                  | Championnat             | Championnat | Championnat | Championnat | Coupe nationale | Coupe nationale | Coupe nationale | Coupe de la Ligue | Coupe de la Ligue | Coupe de la Ligue | Compétition(s) continentale(s) | Compétition(s) continentale(s) | Compétition(s) continentale(s) | Compétition(s) continentale(s) | Total | Total | Total |
| Saison                | Club                  | Division                | M.          | B.          | P.d.        | M.              | B.              | P.d.            | M.                | B.                | P.d.              | Comp.                          | M.                             | B.                             | P.d.                           | M.    | B.    | P.d.  |
| 2015-2016             | Everton FC            | Premier League          | 1           | 0           | 0           | -               | -               | -               | -                 | -                 | -                 | -                              | -                              | -                              | -                              | 1     | 0     | 0     |
| 2016-2017             | Everton FC            | Premier League          | 1           | 0           | 0           | -               | -               | -               | -                 | -                 | -                 | -                              | -                              | -                              | -                              | 1     | 0     | 0     |
| 2017-2018             | Everton FC            | Premier League          | 19          | 0           | 2           | 1               | 0               | 0               | 2                 | 0                 | 0                 | C3                             | 3                              | 0                              | 0                              | 25    | 0     | 2     |
| 2018-2019             | Everton FC            | Premier League          | 10          | 0           | 1           | 1               | 0               | 0               | 2                 | 0                 | 0                 | -                              | -                              | -                              | -                              | 13    | 0     | 1     |
| 2020-2021             | Everton FC            | Premier League          | 4           | 0           | 0           | 1               | 0               | 0               | 3                 | 0                 | 0                 | -                              | -                              | -                              | -                              | 8     | 0     | 0     |
| 2021-2022             | Everton FC            | Premier League          | 15          | 0           | 1           | 4               | 0               | 2               | 2                 | 0                 | 0                 | -                              | -                              | -                              | -                              | 21    | 0     | 3     |
| Sous-total            | Sous-total            | Sous-total              | 50          | 0           | 4           | 7               | 0               | 2               | 9                 | 0                 | 0                 | -                              | 3                              | 0                              | 0                              | 69    | 0     | 6     |
| 2015-2016             | Wigan Athletic (prêt) | League One              | 7           | 0           | 0           | -               | -               | -               | -                 | -                 | -                 | -                              | -                              | -                              | -                              | 7     | 0     | 0     |
| 2015-2016             | Oxford United (prêt)  | League One              | 17          | 0           | 1           | 3               | 0               | 0               | -                 | -                 | -                 | -                              | -                              | -                              | -                              | 20    | 0     | 1     |
| 2019-2020             | FC Schalke 04 (prêt)  | Bundesliga              | 31          | 2           | 3           | 3               | 0               | 0               | -                 | -                 | -                 | -                              | -                              | -                              | -                              | 34    | 2     | 3     |
| 2020-2021             | Celtic FC (prêt)      | Scottish Premier League | 14          | 0           | 2           | 2               | 0               | 2               | -                 | -                 | -                 | -                              | -                              | -                              | -                              | 16    | 0     | 4     |
| Sous-total            | Sous-total            | Sous-total              | 69          | 2           | 6           | 8               | 0               | 2               | -                 | -                 | -                 | -                              | -                              | -                              | -                              | 77    | 2     | 8     |
| 2022-2023             | Hertha Berlin         | Bundesliga              | 29          | 0           | 1           | 1               | 0               | 0               | -                 | -                 | -                 | -                              | -                              | -                              | -                              | 30    | 0     | 1     |
| 2023-2024             | Hertha Berlin         | 2. Bundesliga           | 29          | 3           | 6           | 4               | 1               | 1               | -                 | -                 | -                 | -                              | -                              | -                              | -                              | 33    | 4     | 7     |
| 2024-2025             | Hertha Berlin         | 2. Bundesliga           | 20          | 1           | 6           | 3               | 0               | 0               | -                 | -                 | -                 | -                              | -                              | -                              | -                              | 23    | 1     | 6     |
| Sous-total            | Sous-total            | Sous-total              | 78          | 4           | 13          | 8               | 1               | 1               | -                 | -                 | -                 | -                              | -                              | -                              | -                              | 86    | 5     | 14    |
| Total sur la carrière | Total sur la carrière | Total sur la carrière   | 197         | 6           | 23          | 23              | 1               | 5               | 9                 | 0                 | 0                 | -                              | 3                              | 0                              | 0                              | 232   | 7     | 28    |

## Palmarès

### En sélection
- Angleterre -17 ans
  - Vainqueur du Championnat d'Europe en 2014.
- Angleterre -20 ans
  - Vainqueur de la Coupe du monde en 2017.
- Angleterre espoirs
  - Vainqueur du Festival international espoirs en 2018.

### Distinction personnelle
- Jeune joueur du mois de Bundesliga en août 2019[8].